# Pioneer 7
Pioneer 7 byla bezpilotní sonda z roku 1966 organizace NASA z USA určená k průzkumu meziplanetárního prostoru. Celý projekt programu Pioneer připravila Jet Propulsion Laboratory (JPL) v Pasadeně u Los Angeles. Označení dle katalogu COSPAR dostala 1966-075A.

## Program
Program mise byl obdobný, jako let předchozích sond Pioneer 5 a Pioneer 6, tedy průzkum meziplanetárního prostoru. Jen dráha byla posunuta mezi planety Země a Mars. Opět bylo na programu měření částic a magnetických polí.

## Konstrukce sondy
Sondu postavila firma TRW z USA na objednávku NASA. Byla identická se sondou Pioneer 6. Její hmotnost byla necelých 64 kg.

## Průběh letu
S pomocí rakety Delta DSV 3E1 odstartovala sonda z rampy na kosmodromu Eastern Test Range na Floridě dne 17. srpna 1966. Brzy poté se dostala na požadovanou oběžnou dráhu ve vzdálenosti 150–169 milionů km od Slunce, tedy mezi drahami Země a Marsu. Perioda oběhu byla 403 dní.
Dne 31. března 1995 se podařilo naposledy se sondou navázat spojení. V té době na ní ještě jeden z experimentů pracoval. Sonda pokračuje trvale ve svém letu jako umělá družice Slunce.